# 卡利尼卡 (穆卡切沃區)
48°30′58″N 22°35′56″E / 48.51611°N 22.59889°E
卡利尼卡（烏克蘭語：Кальник），是烏克蘭的村落，位於該國西部外喀爾巴阡州，由穆卡切沃區負責管轄，始建於1400年，面積2.88平方公里，海拔高度125米，2001年人口872，人口密度每平方公里302.57人。

## 參考資料

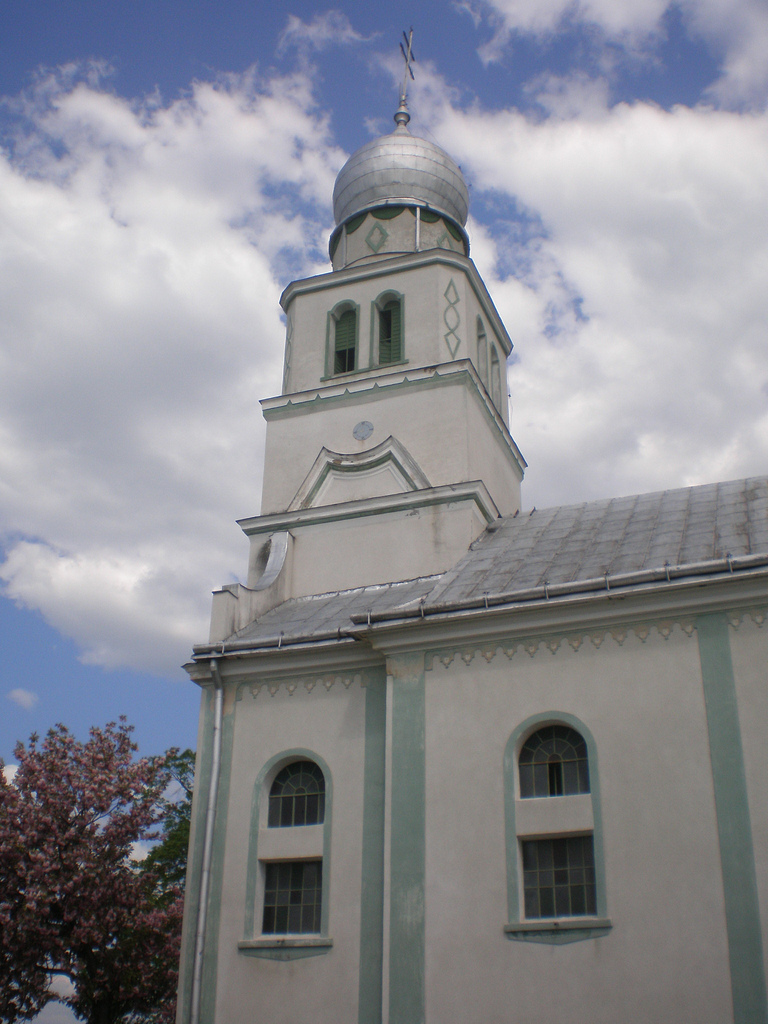